# المرفض الأعلى (البيضاء)
المرفض الأعلى هي إحدى قرى الجمهورية اليمنية. تتبع جغرافيا لمحافظة البيضاء وإداريًا لمديرية الزاهر. يبلغ تعداد سكانها 1410 نسمة حسب الإحصاء الذي أجري عام 2004.